# Sept jours pour agir
Pour les articles homonymes, voir Seven Days.
Sept jours pour agir (Seven Days) est une série télévisée américaine en 66 épisodes de 45 minutes, créée par Zachary et Christopher Crowe, et diffusée entre le 7 octobre 1998 et le 22 mai 2001 sur le réseau UPN.
En France, la série a été diffusée à partir du 12 septembre 1999 sur M6. Elle reste inédite dans les autres pays francophones.

## Synopsis
Dans le désert du Nevada, une base secrète des États-Unis d'Amérique a développé une machine capable d'envoyer un homme dans le passé afin qu'il prévienne les évènements catastrophiques du futur. 
Frank Parker, ancien soldat, courageux mais un peu fou, est recruté pour cette mission : il retournera sept jours dans le passé pour rendre l'avenir un peu meilleur.

## Distribution
- Jonathan LaPaglia (VF : Bernard Bollet) : Lieutenant Francis « Frank » Bartholomew Parker
- Justina Vail (VF : Ève Lorach) : Dr Olga Vukavitch
- Don Franklin (VF : Lionel Henry) : Capitaine Craig Donovan
- Alan Scarfe (VF : Jean-Claude Sachot) : Dr Bradley Talmadge
- Nick Searcy (VF : Michel Tureau) : Agent Nathan « Nate » Ramsey
- Norman Lloyd (VF : Marc Cassot) : Dr Isaac Mentnor (saisons 1 et 2 + invité saison 3, épisode 16)
- Sam Whipple (VF : Sylvain Clément) : Dr John Ballard (saisons 1 et 2)
- Kevin Christy (VF : Sébastien Desjours) : Andrew « Hooter » Owsley (saison 3)

- Version française : 
  - Société de doublage : Mediadub International[1]
  - Direction artistique : Pierre Valmy[1]
  - Adaptation des dialogues : Pierre Valmy[1]

 Source et légende : version française (VF) sur RS Doublage et Allodoublage

## Épisodes

### Première saison (1998-1999)
1. État de siège : 1re partie (Pilot 1)
2. État de siège : 2e partie (Pilot 2)
3. Le Virus de Gettysburg (The Gettysburg Virus)
4. Répétition (Come Again)
5. Le Serment (Vows)
6. Face cachée : 1re partie (Doppelgänger: Part 1)
7. Face cachée : 2e partie (Doppelgänger: Part 2)
8. L'Orpheline (Shadow Play)
9. Le Dieu du Soleil (As Time Goes By)
10. Au nom du père (Sleepers)
11. Invasion (HAARP Attack)
12. Dernière Carte (Last Card Up)
13. Il faut sauver le condor (Last Breath)
14. Une nouvelle dimension (Parkergeist)
15. Mission confidentielle (Daddy's Firl)
16. Imposture (There's Something About Olga)
17. Les Pionniers (A Dish Best Served Cold)
18. Le Roi de Las Vegas (Vegas Heist)
19. Les Mutants (EBEs)
20. Walter (Walter)
21. Vivez en paix (Lifeboat)

### Deuxième saison (1999-2000)
1. Décompte final (The Football)
2. Les Magiciens (Pinball Wizard)
3. Claire (Parker.com)
4. Les Innocents (For the Children)
5. Deux Mariages et un enterrement (Two Weddings and a Funeral)
6. Surfer sur les vagues (Walk Away)
7. Affaires de famille (Sister's Keeper)
8. Le Collectionneur (The Collector)
9. Week-end royal (Love and Other Disasters)
10. Entre le marteau et l'enclume (The Devil and the Deep Blue Sea)
11. Temps suspendu (Time Gremlin)
12. Une question de punch (Buried Alive)
13. Passager clandestin (The Backstepper's Apprentice)
14. Un homme très averti (Deja Vu All Over Again)
15. L'Ultime Frontière (Space Station Down)
16. Coup d'État (The Cuban Missile)
17. Baby sitting (X-35 Needs Changing)
18. Une équipe de choc (Brother, Can You Spare a Bomb?)
19. Sainte Mission (Pope Parker)
20. Les Petites Sorcières (Witch Way to the Prom)
21. Deux Petits Anges (Mr Donovan's Neighborhood)
22. Le Candidat (Playmates and Presidents)
23. Au nom du futur (The Cure)

### Troisième saison (2000-2001)
1. Le Trou noir (Stairway to Heaven)
2. Guerre et Paix (Peacekeepers)
3. Main dans la main (Rhino)
4. Mystères à Dunwych (The Dunwych Madness)
5. Vacances en Alaska (Olga's Excellent Vacation)
6. Un jeu infernal (Deloris Demands)
7. Et le feu descendit du ciel (The Fire Last Time)
8. L'Implant (Tracker)
9. Le Goût du pouvoir (Top Dog)
10. Une Ève pour deux Adam (Adam & Eve & Adam)
11. Cas de conscience (Head Case)
12. La Voleuse (Raven)
13. L'Ange gardien (The First Freshman)
14. L'Imposteur (Revelation)
15. Un parfum de charme (Crystal Blue Persuasion)
16. Molly (Empty Quiver)
17. L'Autre Univers (Kansas)
18. Compte à rebours (The Final Countdown)
19. Au bord du précipice (The Brink)
20. Combustion spontanée (Sugar Mountain)
21. Trahison (Born in the USSR)
22. La Puissance du vaudou (Live: From Death Row)

## Personnages
- Francis « Franck » Bartholomew Parker (Jonathan LaPaglia), lieutenant dans la marine américaine est un ancien soldat des Navy Seals et un ex-agent de la CIA qui a été retiré d'un centre psychiatrique secret où il était retenu - son intégrité mentale a été mise à mal par les tortures subies lorsqu'il était prisonnier en Somalie - pour devenir le chrononaute du projet. Il a passé son enfance dans un orphelinat de Philadelphie. Il est divorcé et a un fils qu'il ne voit pas souvent. Il passe son temps à tenter de séduire Olga, qui elle, refuse systématiquement ses avances. Il est en butte à des problèmes de boisson et à une forte dépendance au jeu. Techniquement c'est un agent de la NSA mais en dehors de ses missions il ne peut quitter le quartier général du projet. Il essaye sans cesse de contourner les règles en affrontant le chef de la sécurité Nathan Ramsey. Son nom de code est « Conundrum ».

- Dr Olga Vukavitch (Justina Vail), est une scientifique russe ayant travaillé sur la version russe du projet de voyage dans le temps qui, sans l'apport des technologies issues du crash de Roswell, n'a pas abouti. Elle a perdu son mari dans un accident. Elle se laisse parfois séduire par Frank (qu'elle continue d'appeler Mr. Parker) avant d'être à chaque fois déçue et dégoutée par son attitude arrogante et douteuse. Malgré cela, de nombreux épisodes révèlent qu'elle a un penchant caché pour lui.

- Craig Donovan (Don Franklin), capitaine dans la marine américaine, membre des Navy Seals. Il est le conseiller militaire du projet et également le chrononaute de remplacement. C'est un vieil ami de Frank et c'est lui qui a dirigé l'équipe de secours qui l'a délivré de sa geôle à Mogadiscio. À travers les trois saisons, il n'aura jamais eu la chance de remplacer Frank dans le rôle du chrononaute. Bien qu'il ait enfilé la tenue plusieurs fois, Frank arrivait toujours au dernier moment pour lui ravir la place et prendre le départ dans la machine à remonter le temps. Il est également mentionné que son seuil de tolérance à la douleur, bien que très élevé, est inférieur à celui de Frank.

- Dr Bradley Talmadge (Alan Scarfe), directeur du projet et vétéran de la NSA. Bien qu'il soit déjà d'un certain âge, il a prouvé à plusieurs reprises qu'il dispose d'excellentes aptitudes au combat.

- Nathan Ramsey (Nick Searcy), agent spécial de la NSA, chef de la sécurité du projet. Assez nerveux et imbu de lui-même, il s'oppose à la nomination de Frank au poste de chrononaute et devient par la suite la principale cible des farces de celui-ci. Il est assez vieux-jeu et propose toujours d'utiliser la force pour régler rapidement les problèmes. Il est expert en espionnage et contre-espionnage. Son rôle consiste à utiliser les informations que Frank ramène du futur pour enrayer les désastres ayant amené à effectuer un bond dans le temps, même si Frank remplit généralement cette mission lui-même. C'est lui qui est chargé de le retrouver chaque fois qu'il s'évade du Centre.

- Dr Isaac Mentnor (Norman Lloyd) est un scientifique au passé obscur qui a été lié à l'étouffement de l'Affaire de Roswell. C'est lui qui est à l'origine du projet de voyage dans le temps.

- Dr John Ballard (Sam Whipple) est un scientifique handicapé (il utilise un fauteuil roulant pour se déplacer). C'est le génie de l'équipe. Il gère la maintenance de la machine à voyage dans le temps pour permettre une utilisation rapide en cas de catastrophe. Dans le quatrième épisode de la saison 3, il gagne une île tropicale dans un match de poker à Las Vegas et se marie avec deux femmes. Mais il ne sait plus qui elles sont car il était ivre à ce moment (en réalité, Sam Whipple luttait contre le cancer au moment où il a quitté la série, et est décédé peu de temps après).

## Commentaires
Certaines localisations géographiques sont fantaisistes ; par exemple dans l'épisode Le Roi de Las Vegas, un village de cases situé de façon assez surprenante à Annaba est attaqué, alors qu'un tel village aurait plutôt eu sa place dans un pays d'Afrique subsaharienne.
Répétitions et manque de budget ont usé la série.